# سقنقور لگام‌دار
 اسکینگ لگام‌دار(نام علمی: Trachylepis vittata) نام یک گونه از سرده سقنقورهای چغر است.